# Sharon Carter (Universo cinematográfico de Marvel)
Sharon Carter es un personaje ficticio interpretado por Emily VanCamp en la franquicia de cine y televisión Universo cinematográfico de Marvel (MCU) basada en el personaje de Marvel Comics del mismo nombre. Carter es retratada como la sobrina nieta de la fundadora de S.H.I.E.L.D., Peggy Carter.  
Se la retrata como una agente de S.H.I.E.L.D. que sigue los pasos de su tía abuela y que finalmente trabaja con el nombre en clave Agente 13. Bajo las órdenes de Nick Fury, Carter es asignada como enfermera encubierto para vigilar a Steve Rogers, ayudándolo finalmente a acabar con S.H.I.E.L.D., tras descubrir que Hydra se infiltró y operó en la sombras. Más tarde, Carter se unió a la CIA, pero huyó después de traicionarlos al ayudar a Steve Rogers una vez más en su conflicto por los Acuerdos de Sokovia. Después de sobrevivir al Blip, Carter se establece como Power Broker (Mediador de Poder, en español) en Madripoor, gobernando el inframundo criminal de la ciudad.
Apareció por primera vez en Capitán América: El Soldado de Invierno (2014), seguida de una aparición en Capitán América: Civil War (2016). Posteriormente protagonizó la miniserie de televisión de Disney+ The Falcon and the Winter Soldier (2021). VanCamp también aparece en la serie animada de Disney+ What If...? (2021), interpretando una versión alternativa del personaje.

## Concepto y casting

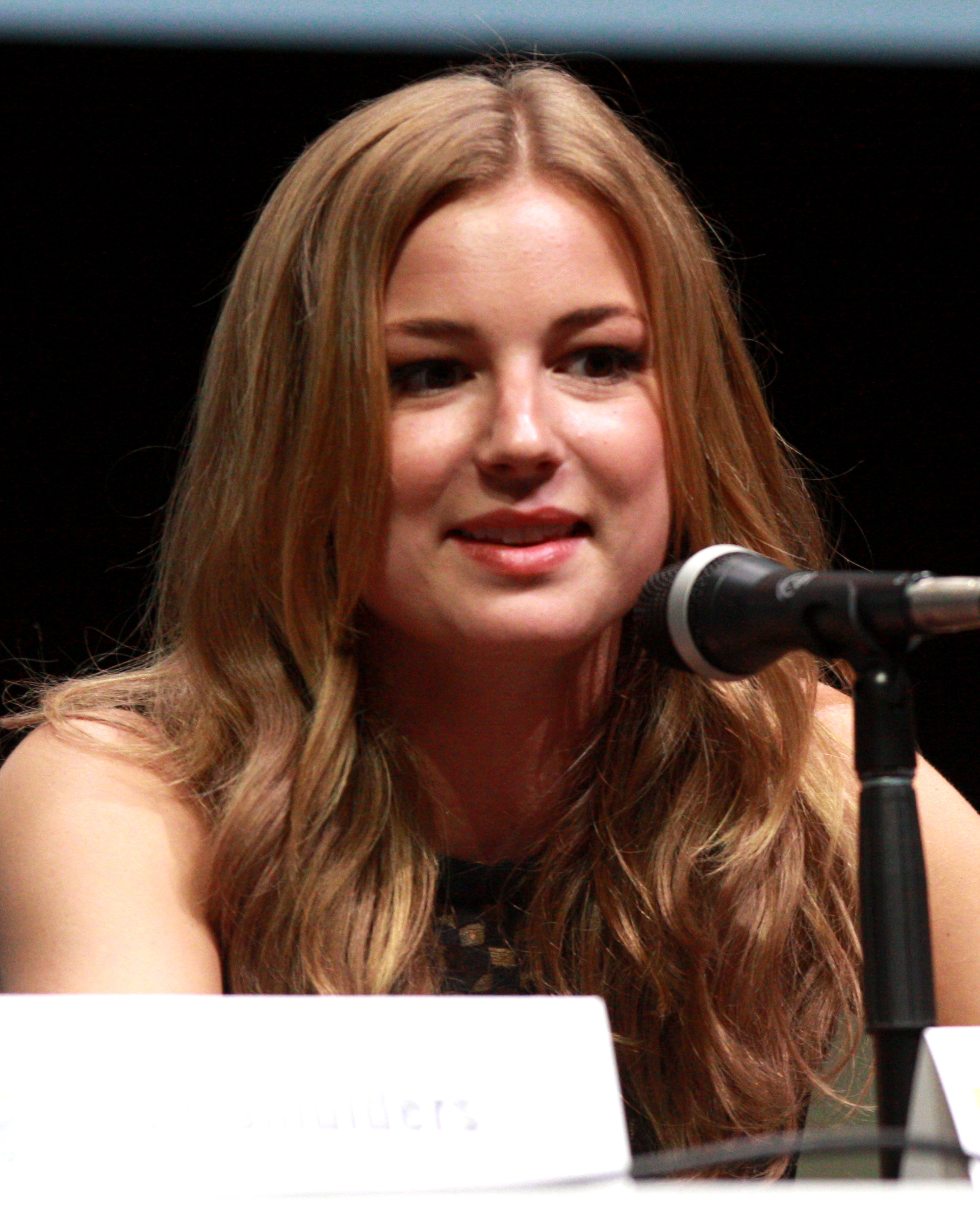
Emily VanCamp en la Comic-Con de San Diego 2013 durante una conferencia de prensa para Capitán América: El Soldado de Invierno

En febrero de 2013, la actriz canadiense Emily VanCamp inició negociaciones para unirse al elenco de Capitán América: El Soldado de Invierno como protagonista femenina.  Sobre su casting, en una entrevista con la revista Nylon, los directores de la película, los hermanos Russo señalaron que "querían a alguien en quien [Steve] tuviera un interés inmediato".  Agregaron que el personaje también "tenía que ser una persona de carácter fuerte", destacando el trabajo de VanCamp en Revenge. 
Algunos críticos expresaron opiniones sobre "lo delgada y delgada que parece en las fotos y en Revenge", pero los hermanos la defendieron diciendo que "obviamente es muy creíble en lo físico, se sostiene muy bien en la pantalla e incluso se parece al personaje de las historietas en la película".

## Caracterización y apariciones
El personaje Sharon Carter apareció por primera vez en Capitán América y El Soldado del Invierno (2014), que se estrenó en cines el 4 de abril de 2014.   Su nombre completo o antecedentes familiares no fueron revelados en la película debido a que el personaje estaba encubierto como el Agente 13, una enfermera con el alias Kate, que protege a Steve Rogers.  Acerca de su personaje, VanCamp señaló que en la película "simplemente la están presentando" y "cuando la vemos por primera vez, nos damos cuenta de que vive al lado del Capitán América [...] tienen una especie de "esto está sucediendo" y como todos sabemos en los cómics, tuvieron una historia de amor intermitente durante años. Tenían una relación muy complicada. Es casi como si estuvieran plantando las semillas ahora. Es como si estuvieran dejando espacio para ir a donde quisieran ir con él". 
En mayo de 2015, se anunció que VanCamp retomaría su papel en la tercera entrega del Capitán América, Capitán América: Civil War (2016), que finalmente se estrenó el 12 de abril de 2016  Hasta el estreno de la película, las películas del MCU no habían establecido que el Agente 13 era Sharon Carter.  Se suponía que la relación de Carter con Peggy se exploraría en la tercera temporada cancelada de Agent Carter de ABC (2015-2016), donde habría aparecido el hermano fallecido de Peggy, Michael, el abuelo de Sharon, que durante mucho tiempo se pensó que Peggy era.  A pesar de esto, la película estableció que ella era la sobrina nieta de Carter y VanCamp se burló de su papel ampliado señalando que su personaje "es definitivamente del Equipo Capitán América" y que "tuvo que hacer una pequeña secuencia de pelea con Scarlett Johansson". 
En la película, después del funeral de Peggy Carter, Rogers se hizo más cercano a Sharon después de que ella le reveló su identidad.  VanCamp señaló que "hay fanáticos acérrimos que quieren ver [a Rogers] con diferentes personas" y que esperaba que los fanáticos estuvieran contentos con el resultado.  Carter trabaja con la CIA (después de la caída de S.H.I.E.L.D.), bajo el mando del operativo Everett K. Ross.  Finalmente ayuda a Rogers y Sam Wilson a robar su equipo del gobierno.  Si bien Carter no peleó con el 'Team Cap' en el aeropuerto de Leipzig/Halle, el arte conceptual inicial de la película colocó a Carter peleando junto a los Vengadores, y eventualmente aparentemente fue reemplazada por Wanda Maximoff, quien no estaba presente en ninguno de los primeros arte.   En cambio, Carter se da a la fuga como una fugitiva. 

Entre 2014 y 2016, VanCamp iba a retomar su papel en Agents of SHIELD, pero no pudo hacerlo debido a "conflictos de programación" con Revenge.  Sobre su ausencia, VanCamp señaló que,
Es difícil encajar a Sharon en eso. Ella está realmente en el mundo del Capitán [...] No puedo decir nada sobre nada, pero diré que sabes que ella encaja en las películas del Capitán América y ahí es donde radica su historia. 
VanCamp repitió su papel en la miniserie de Disney+ The Falcon and the Winter Soldier (2021).  Al comienzo de la serie, Carter se encuentra en un "lugar bastante oscuro", y VanCamp notó que estaba interesada en explorar nuevos lados de Carter, como su ira, y agregó que Carter tenía "un poco más de ventaja" y un "chip en su hombro".  En la serie, Carter se revela como Power Broker, un misterioso jefe criminal supervillano que "recurrió a una vida de crimen cuando no tenía otras opciones disponibles" después de los eventos de Capitán América: Civil War, donde estaba huyendo del Gobierno de los Estados Unidos por ayudar al Capitán América.  El escritor de TheWrap, Phil Owen, señaló que muchos héroes después de la tercera y cuarta película de Los Vengadores fueron perdonados por sus crímenes (como Bucky Barnes de Sebastian Stan), pero Carter no lo fue, lo que consideró "ridículo en múltiples niveles" y que "empaña aún más el legado de Steve".  En la escena de mitad de créditos del final de la serie, se reveló que Carter se había convertido en una villana total y se puso en contacto con compradores para vender secretos de su nuevo puesto en el gobierno. 
Aunque la serie no explica mucho de lo que pasó Carter desde la última vez que la vieron,  la coproductora ejecutiva Zoie Nagelhout señaló que el personaje tenía un arco fuera de la pantalla.  El productor ejecutivo y escritor Malcolm Spellman declaró que los escritores decidieron no "ser falsos" simplemente diciendo que ella había estado escondida, sino que, dado que anteriormente tenía "una cualidad muy juvenil", Carter pudo "[crecer] "por haber sido despreciada por la comunidad de inteligencia.  Sobre su nuevo papel como supervillana, VanCamp señaló que ver dónde terminó Carter tenía como objetivo dar "una sensación de que no siempre ha sido fácil y que los sacrificios que hizo no siempre valieron la pena en su mente".  Cuando VanCamp se enteró de que Carter era el Power Broker, sintió que eso solidificaba la versión del personaje que aparece en la serie y calificó la revelación como "muy apropiada [ya que] fue herida, despreciada y se volvió rebelde".  Ese mismo año, VanCamp expresó una versión alternativa de Carter en What If...?.  

## Diferencias con los cómics
A lo largo de los cómics convencionales de Marvel, Sharon Carter fue presentada originalmente como la hermana menor de Peggy Carter en Tales of Suspense N.º 75 (1966) escrita por Stan Lee, dibujada por Jack Kirby y Dick Ayers.  Más tarde fue reconvertida en sobrina nieta de Peggy por motivos de continuidad.  A diferencia del Universo Cinematográfico de Marvel (MCU), el Capitán América ha tenido una relación con Carter "que ha sobrevivido a rupturas, divisiones dimensionales e incluso a la muerte y la resurrección".  A pesar de esta diferencia, en los cómics Carter todavía se inspira en Peggy y es un agente de S.H.I.E.L.D. 
Una de las mayores diferencias con los cómics es que en el MCU, Carter, también conocida como Power Broker, es una villana. En los cómics convencionales, el Power Broker suele ser alguien llamado Curtiss Jackson que negocia valores y activos y contrata a un científico llamado Dr. Karl Malus para brindar superfuerza a sus clientes.  Dos de estos clientes incluían a Battlestar y el U.S. Agent.  Jackson era conocido por ser deshonesto con sus clientes al someterlos a procedimientos médicos a los que no se inscribieron y darles sustancias adictivas graves para que siguieran "volviendo a él y pagando los tratamientos".  
Además, durante la historia del cómic Civil War, Carter apoyó la Ley de Registro de Superhéroes lo que causa tensión en la relación entre ella y Rogers; en el MCU, Carter es una ávida miembro del 'Team Cap', que lo ayuda a luchar contra los Acuerdos de Sokovia.

## Biografía del personaje de ficción

### Primeros años de vida
Sharon Carter nació en Nueva Orleans, Luisiana, siendo nieta de Michael Carter. Al crecer, Carter comenzó a admirar a su tía abuela, Peggy Carter, que había ayudado a fundar la agencia de inteligencia S.H.I.E.L.D. Peggy le compró a Carter su primera funda para el muslo y, a pesar de las protestas de su madre, Carter se unió a la agencia. Mientras trabajaba en SHIELD, Carter no le contó a nadie sobre su relación con Peggy porque sentía que no podía estar a la altura del legado de su tía abuela.

### Caída de S.H.I.E.L.D.
En 2014, Carter es asignada por el director de S.H.I.E.L.D., Nick Fury, para monitorear y proteger a Steve Rogers / Capitán América en su departamento. Ella usa el alias Kate para observar a Rogers, informar a Fury y asegurarse de que Rogers esté estable después de haber sido encontrado en el hielo unos años antes. Aunque debe revelar su identidad a Rogers después del ataque que sufre él y Fury en manos del asesino conocido como "El Soldado del Invierno".
Después de que Rogers es declarado fugitivo por el secretario de S.H.I.E.L.D. Alexander Pierce, Carter se pone a trabajar en el Triskelion y acepta a regañadientes ayudar a cazarlo. Cuando Rogers expone el complot de Hydra con el Proyecto Insight, Carter observa cómo Brock Rumlow amenaza a otro agente que duda en poner en marcha el proyecto tras saber la verdad. Ella reacciona apuntándole con un arma, siendo leal a Rogers y luchando contra Rumlow. Después de que S.H.I.E.L.D. es desmantelado, Carter se une a la CIA y trabaja en el Centro Conjunto Contra el Terrorismo, junto a Everett K. Ross.

### Acuerdos de Sokovia y fuga
En 2016, Carter asiste al funeral de su tía abuela Peggy y pronuncia un conmovedor elogio en el que revela su herencia familiar por primera vez. Rogers y Carter se reencuentran después del funeral cuando se hace pública la noticia sobre el atentado ocurrido en la firma de los Acuerdos de Sokovia en Viena, donde se le acusa al mejor amigo de Rogers, Bucky Barnes de poner el explosivo, que entre sus consecuencias, mató al rey de la nación africana  Wakanda, T'Chaka. Carter actualiza a Rogers sobre la búsqueda de Barnes y señala que hay una orden de dispararle en cuanto se le vea.
Rogers, Barnes, Sam Wilson y el hijo de T'Chaka T'Challa son llevados al Centro Conjunto Contra el Terrorismo después de ser arrestados en Bucarest y son recibidos por Carter y Ross. Después de que Barnes, con el cerebro lavado, escapa de su celda con la ayuda de Helmut Zemo, el verdadero responsable del ataque en Viena, Carter se une a los Avengers, Natasha Romanoff y Tony Stark para luchar contra Barnes, quien domina a los tres y, en consecuencia, escapa con la ayuda de Rogers y Wilson. Carter decide ayudar a Rogers al entender que buscará limpiar el nombre de su amigo y exponer a Zemo; para ello recupera su equipo, luego traiciona al gobierno y procede a huir. 

### Convirtiéndose en el Mediador de Poder
En 2018, Carter sobrevive al Blip a pesar de que inicialmente se creyó que estaba muerta. Durante los siguientes ocho años,  Carter se estableció en Madripoor, una ciudad-estado con fama de ser un santuario criminal, donde para sobrevivir, poco a poco ganó un mayor poder hasta transformarse en el Mediador de Poder (Power Broker, en idioma original), la gobernante secreta del inframundo criminal de ese lugar, gracias a su negocio como comerciante de arte en el mercado negro. También comenzó a interesarse en el trabajo de Wilfred Nagel en la replicación del Suero del Super Soldado contratándolo y proporcionándole los recursos para sintetizar con éxito el suero. Adicionalmente, Carter acoge a Karli Morgenthau, una joven sobreviviente que llegó a Madripoor en busca de trabajo con sus amigos; secretamente pretende usarlos para ser portadores del suero con el fin de crear un ejército de super soldados para vengarse de Los Vengadores por su abandono. Karli descubre sus intenciones, que chocan con su propia agenda y la traiciona, robándole veinte viales del suero, usando uno para ella misma y el resto para sus amigos, conformando el grupo terrorista antinacionalista Flag Smashers. Carter promete encontrarla y matarla.

#### Ayudando a Wilson y Barnes
En 2023, Wilson, Barnes y Zemo viajan a Madripoor en busca de una pista sobre los Flag Smashers, pero sin darse cuenta son incriminados por la muerte de una criminal de alto rango (provocado por Sharon), lo que hace que cazarrecompensas comiencen a perseguirlos. Carter los ayuda a escapar de los cazadores y los lleva a su galería de arte. Ella usa sus conexiones para ayudar a los tres a encontrar a Nagel, quien luego es asesinado por Zemo. Después de que estalla una pelea entre los cuatro y otros cazarrecompensas, Carter decide quedarse en Madripoor, pero Wilson acepta obtener un perdón para ella para que pueda regresar a Estados Unidos.
Más tarde, Carter usa sus recursos para ayudar a Wilson y Barnes a localizar a John Walker en Letonia. Carter también libera a Georges Batroc de una prisión argelina para localizar y espiar a Morgenthau.

#### Reincorporarse al gobierno
Carter viaja en secreto a Nueva York para ayudar a Wilson y Barnes una vez más a salvar al Consejo de Repatriación Global (GRC) del ataque de los Flag Smashers. En el ajetreo del ataque, Carter separa a Morgenthau de los demás y se enfrenta a ella. Batroc los escucha e intenta chantajear a Carter, quien lo mata. Morgenthau le dispara a Carter y luego se prepara para dispararle a Wilson, el nuevo Capitán América. Carter, herida, dispara y mata a Morgenthau para proteger su identidad como Power Broker. Después del discurso de Wilson, Barnes lleva a Carter a recibir ayuda médica.
Después de los acontecimientos del ataque al GRC, Carter es indultada por el gobierno de los EE. UU. y restituida en su antiguo puesto en la CIA. Al salir del Capitolio de los EE. UU., llama a una persona desconocida para que busque compradores de secretos gubernamentales.

## Versiones alternativas
Una versión alternativa de Carter aparece en la serie animada What If...? , con VanCamp retomando su papel.

### Brote de zombis
En un 2018 alternativo, Carter se encuentra entre los supervivientes de un brote de virus cuántico que convirtió a la mayor parte de la población de la Tierra en zombis. Ella, junto con Hope van Dyne, Peter Parker, Bucky Barnes, Okoye, Kurt y Happy Hogan, abandonan su base en la ciudad de Nueva York y viajan a Camp Lehigh, donde se dice que se está desarrollando una cura. Carter pronto es emboscada e infectada por un Steve Rogers zombificado. Carter, que resurge como zombi, es explotada por Van Dyne, pero no antes de que ella la infecte.

### Surgimiento
En un universo alternativo, la Tierra es dividida por el Surgimiento. Carter sobrevive y asume su rol como el Mediador de Poder, una traficante de tecnología del mercado negro. Ella se reúne con Riri Williams, quien necesita un magnetrón, parte esencial de un proyecto en el que trabaja para derrotar a Quentin Beck, el líder fascista de los restos de la Tierra. Sin embargo, Carter traiciona a Williams y la entrega a la Federación de Hierro de Beck antes de ser noqueada por Williams.

## Recepción

### Respuesta crítica
El papel de VanCamp como Sharon Carter ha recibido elogios y el escritor de TheThings señaló que tuvo "gran presencia en el MCU" antes de aparentemente desaparecer de la franquicia.  La revelación de Carter como Power Broker recibió críticas generalmente mixtas y muchos elogiaron la transición actoral de VanCamp de Carter a Power Broker, pero algunos la calificaron de "predecible e insatisfactoria".   El escritor de Rolling Stone elogió la capacidad de actuación de VanCamp y señaló que a ella "le va bien con el escaparate más grande e interpretando a una Sharon mucho más cínica que la que coqueteaba con Steve en las películas".  El escritor de Deadline, Anthony D'Alessandro, también elogió la actuación de VanCamp, pero señaló que la revelación no tenía mucho sentido; sin embargo, recibió con elogios la escena de suspenso posterior a los créditos, calificándola de "intrigante".  El escritor de Comic Book Resources, Timothy Donohoo, escribió que la transición de Carter al "villano Power Broker" estuvo "mal hecha".  Sintió que "el desarrollo surgió de la nada" y que "el público no recibió una verdadera razón de sus motivos".  Por el contrario, el escritor de Mediaversity, Li, sintió que Carter "renació" en el programa "como un personaje con valor e independencia". 